# Крейзер Яків Григорович
Крейзер Яків Григорович (4 листопада 1905, Воронеж — 29 листопада 1969, Москва) — радянський воєначальник, генерал армії, Герой Радянського Союзу (22.07.1941). Член Центральної Ревізійної Комісії ЦК КПРС в 1961—1966 роках. Депутат Верховної Ради СРСР 8-го скликання, депутата Верховної Ради РРФСР. Депутат Верховної Ради УРСР 3—4-го скликань. Член ЦК КПУ в 1952—1956 р.

## Біографія
Народився 4 листопада 1905 року у місті Воронеж в родині дрібного торговця. Освіту отримав в класичній гімназії. Після закінчення курсів з будівельно-дорожньої справи для робітників у Воронежі, був призначений десятником-практикантом в Комітет державних споруд.
У Червоній Армії з лютого 1921 року. Добровольцем вступив у 22-гу Воронезьку піхотну школу, яку закінчив в 1923 році. Курсантом брав участь в придушенні селянських повстань. З січня 1923 року — командир відділення, командир стрілецького взводу, помічник командира роти в 144-му стрілецькому полку. З січня 1924 року — начальник караульної команди по охороні Павлівського Центрального артилерійського складу.
Член ВКП(б) з 1925 року.
З листопада 1925 року — командир взводу в Павлово-Посадській окремій місцевій стрілецькій роті, з 1927 року — командир взводу в 18-й окремій місцевій стрілецькій роті.
З січня 1928 по 1937 рік служив в 3-му стрілецькому полку Московської Пролетарської стрілецької дивізії: командир стрілецького взводу, роти, стрілецького батальйону, навчального батальйону, начальник полкової школи. У 1931 році закінчив Стрілецько-тактичні курси удосконалення командного складу РСЧА «Постріл» імені Комінтерну. З липня 1937 року — помічник командира 1-го стрілецького полку цієї ж дивізії. З квітня 1938 року — тимчасовий виконувач обов'язків командира 356-го стрілецького полку 1-ї Московської стрілецької дивізії.
У січні — серпні 1939 року — помічник командира 84-ї Тульської стрілецької дивізії Московського військового округу. З серпня 1939 по березень 1941 року — командир 172-ї стрілецької дивізії Білоруського військового округу, потім на навчанні. У 1941 році закінчив Курси удосконалення вищого начальницького складу при Військовій академії РСЧА імені Фрунзе.
Учасник німецько-радянської війни з червня 1941 року. У березні — серпні 1941 року — командир 1-ї Московської мотострілецької дивізії (1-а танкова) 20-ї армії на Західному фронті. У липні 1941 року вивів свою дивізію з оточення і взяв участь в Смоленській оборонній битві, був поранений. З серпня по грудень 1941 року — командувач 3-ї армії Брянського, потім Південно-Західного фронтів, на чолі якої брав участь в Смоленській битві і в Московській оборонній операції, а також на початку контрнаступу радянських військ під Москвою. У грудні 1941 відкликаний на навчання, а в лютому 1942 року вже закінчив прискорений курс Вищої військової академії імені Ворошилова (Військова академія Генерального штабу).
З лютого 1942 року — заступник командувача 57-ї армії Південного фронту, в травні 1942 року з армією потрапив в Харківський котел і після загибелі командарма зумів вивести з оточення частину бійців армії. З вересня 1942 — командувач 1-ї резервної армії, яка в жовтні 1942 року була перейменована в 2-у гвардійську армію. З листопада 1942 — заступник командувача 2-ї гвардійської армії. Незабаром був другий раз поранений у боях на південь від Сталінграду. Після лікування, в лютому — липні 1943 року — знову командувач 2-ї гвардійської армії Південного фронту, брав участь в Ростовській наступальній операції.
З 1 серпня 1943 по травень 1945 року — командувач 51-ї армії. Війська армії відзначилися у боях на Донбасі, в Криму, Прибалтиці.
З липня 1945 року — командувач 45-ї армії Закавказького і Тбіліського військових округів. З квітня 1946 року — командувач 7-ї гвардійської армії Закавказького військового округу.
З квітня 1948 року — на навчанні. У квітні 1949 року закінчив Вищі академічні курси при Вищій військовій академії імені Ворошилова.
З квітня 1949 року — командувач 38-ї армії Прикарпатського військового округу.
З травня 1955 року — командувач військами Південно-Уральського військового округу. З лютого 1958 — командувач військами Забайкальського військового округу. З червня 1960 року — командувач військами Уральського військового округу.
З липня 1961 року — командувач військами Далекосхідного військового округу.
З листопада 1963 по травень 1969 року — начальник Центральних офіцерських курсів «Постріл». З травня 1969 року — військовий інспектор — радник Групи генеральних інспекторів Міністерства оборони СРСР.
Член Єврейського антифашистського комітету. Жив в Москві. Помер 29 листопада 1969 року